# Alternative Distribution Alliance
Pour les articles homonymes, voir ADA.
Alternative Distribution Alliance (ADA) est une société de distribution musicale américaine appartenant à Warner Music Group, qui représente les droits de divers labels indépendants.

## Histoire
ADA fournit aux « artistes et labels indépendants partenaires l'accès aux ressources, aux relations et à l'expérience nécessaires pour partager leur vision créative avec un public mondial ». En tant que branche de distribution de musique indépendante de Warner Music Group, ADA Worldwide est fondée en 1993 en tant qu'entreprise commune entre WMG et Restless Records. pour offrir un système de distribution et des services de marketing, de merchandising, de promotion et d'octroi de licences musicales.
En 2012, Warner Music Group fusionne Independent Label Group et ADA pour créer une société à service complet qui propose des services de distribution mondiale physique et numérique, de production physique, de production et de distribution de produits dérivés. ADA propose des services de gestion de comptes, une fonction interne d'octroi de licences musicales, des produits et services personnalisés, des services de marketing et de parrainage, ainsi que des outils de marketing numérique. En mars 2017, ADA annonce qu'elle distribuerait les catalogues de la plupart des labels détenus par BMG Rights Management dans le monde entier.
En janvier 2020, Beggars Group, Domino Recording Co. et Saddle Creek quittent ADA et passent à Redeye Distribution, et plus tard en novembre, Entertainment One suit le mouvement et demande à AMPED de distribuer la plupart des labels d'eOne. En octobre 2023, BMG transfère sa distribution physique à Universal Music Group, et commence à distribuer son propre catalogue sur les plateformes numériques.

## Labels indépendants
- 10K Projects
- 3CG Records
- 7-10 Music
- Acony Records
- Adrenaline Music
- Africori Music Group
- Air
- Alligator Records
- Alma Records
- Altitude Records
- Anzic Records
- Artist First
- Arhoolie Records
- Avitone Records
- Bad Apple
- Bad Timing Records
- Bar/None Records
- Barrowman/Barker Productions (Royaume-Uni)
- Beauty Marks Entertainment
- Bieler Bros. Records
- Blind Man Sound
- Blind Pig Records
- Bloodshot Records
- Blix Street Records
- Blisslife Records
- Blistering Records
- Blue Corn Music
- Blue Horizon
- BMG Rights Management
- Bolero Records
- Born and Bred Records
- Bridge 9 Records
- Brash Records
- Brassland
- Breakbeat Science Records
- Bright Antenna
- Broken Bow Records
- Bronze Records
- Canyon Records
- Carpark Records
- Castle Music
- Cavity Search Records
- CDBaby (classé meilleur vendeur en ligne)
- Cherrytree Records[7]
- Chesky Records
- Chime Entertainment
- Chrysalis Records (rééditions de certains groupes et artistes ; depuis 2017)
- CMC International
- Comedy Central Records
- Compass Records
- Courgette Records
- Crunchy Frog Records
- Curb Records
- Daft Life
- David Lynch Music Company
- DaySpring Records
- Deko Entertainment
- Dogtree Records
- Downtown Records (select releases)
- Dcide Records
- Decaydance Records
- Dim Mak Records
- DimeRock Records
- Discotek Media
- Dualtone Records
- Echo Records
- el Music Group
- Enigma Records (titres absorbés à Restless Records)
- Everfine Records
- Eyeball Records
- Ferret Music
- Funzalo Records
- Gauche Records
- Good Fight
- GWR Records
- Half Note Records
- Herb Alpert Presents
- High Note Records
- Hellcat Records
- I and Ear Records
- Imagen Records
- Inside Recordings
- InVogue Records
- I Scream Records
- JEMP Records
- LAB Records[8]
- Lakeshore Records (physique)
- Lex Records
- Macklemore LLC
- Marshall Records[9]
- Masquerade Recordings
- Mayhem Records
- Manifesto Records
- Misfits Records
- Metropolis Records
- Minty Fresh Records
- Music Branding
- Mute Records[10]
- Myrrh Records
- Napalm Records
- Nervous Records
- Nettwerk
- New High Recordings
- New Noize Records
- Nitro Records
- Nixa Records
- Northern Flame Music
- Nuclear Blast[11]
- Nudgie Records
- Onyxx Records
- Omnivore Recordings
- Partisan Records
- Producer Entertainment Group
- Play Tyme Records
- PRT Records
- Pure Noise Records
- Polyvinyl Record Company
- Popsicle Records
- Projekt Records
- Psychopathic Records
- Punahele Records
- Pye Records
- Restless Records
- Rhymesayers Entertainment
- Rise Records
- Rock Ridge Music
- Rostrum Records
- RT Industries[12]
- Run for Cover Records
- Sanctuary Records
- Select Records
- StandBy Records
- SideOneDummy Records
- Skeleton Crew
- Slugfest Records
- Small Stone Records
- Stony Plain Records
- Strictly Rhythm Records
- Sub Pop Records
- Sumerian Records[13]
- Surfdog Records
- Take This to Heart Records[14]
- Tender Loving Empire
- Tommy Boy Entertainment
- Thirsty Ear Recordings
- TML Entertainment
- Troubleman Unlimited
- The Control Group
- The Throwdowns
- Thrill Jockey Records
- Tomorrow Records
- Tortur3 Entertainment
- Touch and Go Records
- Twenty Two Recordings
- Ubiquity Records
- Unidisc Music
- Upstream Records
- V2 Records
- We Put Out Records
- Wichita Records (sorties sélectionnées)
- Williams Street Records
- WaterTower Music
- Word Records
- Warcon Enterprises
- You Entertainment